# حليقات
حليقات هي قرية فلسطينية من قضاء غزة دمّرت وشرد أهلها في حرب عام 1948. كانت تقع على طريق كوكبا - برير - غزة، على ارتفاع 100م فوق سطح البحر.

## القرية قبل النكبة
تحيط بها قرى كوكبا وبيت طيما من الشمال، وبرير من الجنوب، وبيت جرجا من الغرب، والفالوجة من الشرق. كانت القرية في منطقة من التلال المتدرجة في السهل الساحلي على إرتفاع 100م عن سطح البحر. وكانت تنهض على الطرف الشرقي لأحد الأودية إلى الغرب مباشرة من طريق عزة- جولس العام. الموازي للطريق العام الساحلي الرئيسي. وكانت طرق فرعية تربطها بعدد من القرى المجاورة. في أواخر القرن التاسع عشر، كانت حليقات قرية صغيرة تقع على منحدر خفيف وتحيط بها تلة رملية عالية وبستان إلى الغرب. وكان للقرية التي توسعت عند نهاية فترة الانتداب، شكل مستطيل يمتد ضلعه الطويل في موازة الطريق العام. وكانت منازلها مبنية بالطوب متقاربة من بعضها البعض ويفصل بينها عدد من المتاجر الصغيرة. وكان سكانها من المسلمين ويتزودون المياه للاستخدام المنزلي من بئر داخل القرية. وكانوا يعملون أساسا في الزراعة البعلية، فيزرعون الحبوب والفاكهة. وكانت زراعة الفاكهة مركزة في الأراضي الواقعة إلى الشمال الغربي من القرية. في 1944\1945، كان ما مجموعه 6636 دونما مخصصا للحبوب، و115 دونما مرويا أو مستخدما للبساتين. وبالإضافة إلى الزراعة كان سكان حليقات يعملون في شركة نفط العراق البريطانية (IPC) بعد أن بدأت هذه الشركة التنقيب عن النفط في المنطقة. وكان ثمة خرب عدة بالقرب من حليقات، تحتوي على صهاريج وأحواض وقطع من المرمر والخزف.
وقد بلغ عدد بيوتها الـ61 بيتا في عام 1931، و104 بيوت في عام 1941، وكانت أهم عائلاتها صالح، والعاصى، ونوفل، وخليل.
| السنة      | 1922 | 1931 | 1945 | 1948 | 1998 (لاجئون) |
| عدد السكان | 251  | 285  | 420  | 487  | 2992          |

## احتلال القرية وتطهيرها عرقياً
جاء في (تاريخ الهاغاناه) أنه عندما دمر لواء هنيغف (النقب) لتابع للبلماح قرية بربر، (بدأ الفلاحون من القريتين المجاورتين حليقات وكوكبا بالفرار في تجاه جبال الخليل.) وقد حدث ذلك في 13 أيار \ مايو 1948, خلال عملية باراك (انظر البطاني الغربي، قضاء غزة). كما أقام البلماح مركزا له في القرية. لكن الكاتب المصري محمد عبد المنعم يقول إن القوات المصرية استعادت حليقات في 8 تموز \ يوليو، قبل انتهاء الهدنة الأولى في الحرب مباشرة. فقد استولى المصريون بواسطة العربات المصفحة على القرية خلال هجوم مباغت من الشمال، وصمدوا فيها حتى الهدنة الثانية. ويقول عبد المنعم إن هذه العملية جاءت ردا على تعديات القوات الصهيونية في المنطقة.
ويبدو أن بعض السكان القرية ظل فيها طوال الهدنة الثانية إلى أن اندلع قتال عنيف بين القوات المصرية والإسرائيلية وأدى إلى النزوح عنها ثانية. وقد سقطت حليقات مجددا في 19-20 تشرين الأول \ أكتوبر، بحسب ما ورد في رواية (تاريخ حرب الاستقلال) وذلك في أثناء هجوم ذي شعبتين انطلق من بيت طميا في الشمال الغربي، ومن كوكبا في الشمال. ودارت المعركة بين لواء غفعاتي والقوات المصرية على مسافة قريبة جدا في بعض الأماكن ويصر المؤرخ الإسرائيلي بني موريس على أنه (لم تحدث أية عمليات طرد، وإنما كل ما في الأمر أن السكان فروا من وجه المعارك التي كانت تقترب منهم)) وفي 20 تشرين الأول\ أكتوبر، كتب مركز جنوبي يحتله المصريون في الصحراء ذاتها، سقطت الليلة الماضية في إثر معركة كانت الأعنف في هذه الحملة..) وكان 600 جندي مصري نظامي يدافعون عن القرية فسقط منهم 100 قتيل تقريبا وأسر عدد مماثل وذلك استنادا إلى رواية الصحيفة ذاتها ويضيف الكاتب المصري عبد المنعم أنه باحتلال حليقات فتح الطريق إلى مستعمراته الجنوبية وأصبح يهدد قواتنا تهديدا خطيرا).

## القرية اليوم
تغطي الأحراج بعض أرجاء الموقع. وتنمو أشجار الجميز وشوك المسيح ونبات الصبار في الموقع. وقد أنشئ شارع حديث فغطى إحدى الطرق القديمة، وأقيمت على أراضيها مستعمرة “جلنس”.
| إحصاءات وحقائق                       | القيمة                                 |
| ------------------------------------ | -------------------------------------- |
| تاريخ الاحتلال الصهيوني              | 12 أيار1948                            |
| البعد من مركز المحافظة               | 20 كم شمال شرقي غزة                    |
| متوسط الارتفاع                       | 100 متر                                |
| العملية العسكرية التي نفذت ضد البلدة | عملية باراك                            |
| الكتيبة المنفذة لللعملية العسكرية    | لواء غيفعاتي                           |
| سبب النزوح                           | نتيجة لاحتلال أو نزوح سكان بلدة مجاورة |
| مدى التدمير                          | دمرت بالكامل                           |
| التطهير العرقي                       | لقد تم تطهير البلدة عرقياً بالكامل      |